# Шилокша
Шилокша — село в в Городском округе город Кулебаки Нижегородской области. Входило в состав Тепловского сельсовета.

## География
Располагается на левом берегу реки Тёши при впадении в неё одноимённой реки.

## История
В селе храм во имя Архистратига Михаила и святых небесных Сил Безплотных был открыт 2 октября 1998 года митрополитом Николаем (Кутеповым).

## Население
| 2002 | 2010  |
| ---- | ----- |
| 1189 | ↘1136 |

## Инфраструктура
Личное подсобное хозяйство с зоной сельскохозяйственного использования, индивидуальная застройка усадебного типа.
В селе расположено отделение Почты России 607002.

## Достопримечательности, памятные места
В селе имеется деревянный храм Михаила Архангела, построенный в начале 2000-х годов.
Краеведческий музей в здании сельской библиотеки.

## Транспорт
Автобусное сообщение с райцентром. Остановка общественного транспорта «Шилокша».